# Berggesetz
Berggesetze regeln im Bergbau vor allem den Aufbau der Bergbehörden und deren Kompetenzen, die Berechtigung zum Bergbau und die Aufsicht über die Sicherheit in und um die Bergwerke. Sie ersetzten mit der Einführung der parlamentarischen Gesetzgebung die von Landes-, Territorial- oder Grundherren erlassenen Bergordnungen.

## Entstehung
Mit dem Beginn der Industrialisierung und der Reformierung von Verwaltung und Staat in der Mitte des 19. Jahrhunderts galt es auch, das feudale Bergwesen zu einer funktionalen Bergverwaltung umzugestalten. Dem entsprachen die feudalen Bergordnungen nicht. Die spezielle Berggerichtsbarkeit wurde abgeschafft und ebenso wie die bisherige Patrimonialjustiz der ordentlichen Gerichtsbarkeit unterstellt. Althergebrachte Privilegien der Bergstädte und des Bergstandes, wie zum Beispiel die Befreiung vom Heeresdienst, fielen. Die Vasallenbergprivilegien auf das niedere Bergregal wurden eingezogen. Das den Bergordnungen zugrunde liegende Direktionsprinzip der Bergämter wurde durch ein Inspektionsprinzip ersetzt, das Gewerbefreiheit, Selbstverwaltung und die Nichteinmischung in die Privatwirtschaft garantierte. An Stelle des landesherrlichen Zehnts wurden Steuern erhoben. Gleichzeitig erfolgte die Herauslösung des Hüttenwesens aus der Berggesetzgebung.
Sehr bald wurden im parlamentarischen Gesetzgebungsverfahren Allgemeine Berggesetze erlassen, die für alle Bergbaugegenstände galten, also auch für die Nichtregalien. Vor allem der sich stark entwickelnde Kohlebergbau bedurfte genau so einer Aufsicht wie der immer mehr zurückgehende Regalbergbau.
- Das Allgemeine Berggesetz für die Preußischen Staaten vom 24. Juni 1865 ersetzte Teile des Allgemeinen Preußischen Landrechts vom 5. Februar 1752 und 50 Provinzialbergordnungen. Es führte unter anderem das Normalfeld ein.
- Das Gesetz über den Regalbergbau im Königreich Sachsen vom 22. Mai 1851 löste die Bergordnung Kurfürst Christians vom 12. Juni 1589 ab, hielt aber noch am Direktionsprinzip fest, erst das Allgemeine Berggesetz für das Königreich Sachsen vom 16. Juni 1868 änderte dies.
- Das Allgemeine Österreichische Berggesetz vom 23. Mai 1854 hob die Joachimsthaler Bergordnung von 1548 und weitere Bergordnungen auf.

Einige Privilegien ließen sich nicht ohne weiteres beseitigen, aber im Wesentlichen waren zu Beginn des 20. Jahrhunderts in den deutschen Ländern einheitliche Bergrechtsverhältnisse geschaffen worden.
Im Jahr 1935 ging mit dem Gesetz zur Überleitung des Bergwesens auf das Reich das Bergwesen in ganz Deutschland in Reichshoheit über, in Preußen war dies bereits ein Jahr zuvor durch die Fusion der Wirtschaftsministerien geschehen. Die vorgesehene Schaffung eines Reichsberggesetzes kam nicht mehr zustande.
In der DDR bestand ab 1969 ein zentrales Berggesetz der Deutschen Demokratischen Republik.
Nach der Wiederherstellung des Föderalismus in der Bundesrepublik ging die Bergaufsicht wieder in Länderhoheit zurück. Als das Bundesberggesetz vom 13. August 1980 am 1. Januar 1982 in Kraft trat, wurden die Landesberggesetze aufgehoben. Die Länder führen seither das Bundesberggesetz mit ihren Landesbergbehörden aus, wobei einige Länder hierzu durch Staatsverträge die Zuständigkeit auf andere Länder übertragen haben. Das Bundesberggesetz enthält eine Öffnungsklausel zum Erlass von Bergverordnungen. Bergverordnungen können von den Ländern oder dem Bundeswirtschaftsministerium erlassen werden, wobei bei Bundesbergverordnungen der Bundesrat seine Zustimmung erteilen muss. Neben dem Bundesberggesetz steht derzeit eine Mischung von Landes- und Bundesbergverordnungen.